# 가나이 류타
가나이 류타(일본어: 金井 隆太, 1989년 8월 16일~)는 일본의 축구 선수이다.

## 구단 경력
그는 2012년 일본 지역 리그의 반라우레 하치노헤에 입단했다. 2014년부터 일본 풋볼 리그로 승격했다. 2018년 일본 풋볼 리그 3위를 기록하여 J3리그로 승격했다. 2019년까지 99경기에 출전하여, 6득점을 넣었다. 2019년후 현역 은퇴.